# Масовка (телесеріал)
Масовка (англ. Extras) — британський ситком про акторів телевізійної, театральної та кіно- масовки. Серіал продюсували спільно BBC та HBO, а створили, написали та зрежисували Рікі Джервейс і Стівен Мерчант, які також зіграли головну і другорядну роль відповідно. Масовка розказує про життя Енді Мілмана, його платонічної подруги Меґґі та його некомпетентного агента Дерена Лема, що паралельно також працює у роздрібному магазині. 
Масовка має два сезони, по 6 серій у кожному, та 90-хвилинний різдвяний випуск. Першу серію показали 21 липня 2005 року у Великій Британії на BBC Two та 25 вересня 2005 року в США на каналі HBO. Різдвяний спецвипуск транслювали 27 грудня 2007 року на BBC One та 16 грудня 2007 року на HBO. 
Серіал відзнято у більш традиційному, аніж це звично для Джервейса та Мерчанта, стилі, на противагу мок'юментарі, який було застосовано у їхньому попередньому серіалі Офіс. У кожній серії з'являється хоча б один зірковий гість: теле- або кінозірка, яка, за словами авторів, грає у «викривленій» версії себе; перебільшеній або зворотній пародії на свою публічну персону.
Шоу було добре сприйнято критиками й отримало на Metacritics 83/100.

## Акторський склад та персонажі

### Головні ролі
| Актор         | Роль                           | Епізоди |
| ------------- | ------------------------------ | ------- |
| Рікі Джервейс | Енді Мілман актор масовки      | 13      |
| Ешлі Дженсен  | Меґґі Джейкобз акторка масовки | 13      |

### Другорядні та епізодичні ролі
| Актор           | Роль                                                        | Епізоди |
| --------------- | ----------------------------------------------------------- | ------- |
| Стівен Мерчант  | Дарен Лемб некомпетентний агент Енді                        | 11      |
| Шон Вільямсон   | Баррі актор з «EastEnders»                                  | 10      |
| Шон Пай         | Ґреґ зарозумілий актор третього плану і заклятий ворог Енді | 7       |
| Сара Мойл       | Кімберлі акторка серіалу «When the Whistle Blows»           | 6       |
| Джеймі Чепмен   | Брейнс актор серіалу «When the Whistle Blows»               | 6       |
| Ендрю Баклі     | Gobbler актор серіалу «When the Whistle Blows»              | 6       |
| Ліза Тарбак     | Ріта акторка серіалу «When the Whistle Blows»               | 4       |
| Джерард Келлі   | Ян «Банні» Бантон театральний режисер і хореограф           | 3       |
| Ребекка Гетінгс | Ліззі Бантон донька Банні і подруга Меґґі                   | 1       |
| Майкл Вайлдмен  | Денні актор масовки                                         | 1       |
| Софія Майлс     | адвокатка                                                   | 1       |

### Зіркові камео
|            | Епізод 1                                                             | Епізод 2                                                             | Епізод 3                                                             | Епізод 4                                                             | Епізод 5                                                             | Епізод 6                                                             |
| ---------- | -------------------------------------------------------------------- | -------------------------------------------------------------------- | -------------------------------------------------------------------- | -------------------------------------------------------------------- | -------------------------------------------------------------------- | -------------------------------------------------------------------- |
| Сезон 1    | Бен Стіллер                                                          | Росс Кемп Вінні Джонс                                                | Кейт Вінслет                                                         | Лес Денніс                                                           | Семюел Лірой Джексон                                                 | Патрік Стюарт                                                        |
| Сезон 2    | Орландо Блум Кіт Чегвін                                              | Девід Бові                                                           | Денієл Редкліфф Діана Рігг Ворвік Девіс                              | Кріс Мартін Стівен Фрай                                              | Ієн Мак-Келлен Жермен Ґрір                                           | Роберт Де Ніро Роберт Ліндсей                                        |
| Спецепізод | Клайв Овен, Гордон Рамзі, Джордж Майкл, Девід Теннант, Джонатан Росс | Клайв Овен, Гордон Рамзі, Джордж Майкл, Девід Теннант, Джонатан Росс | Клайв Овен, Гордон Рамзі, Джордж Майкл, Девід Теннант, Джонатан Росс | Клайв Овен, Гордон Рамзі, Джордж Майкл, Девід Теннант, Джонатан Росс | Клайв Овен, Гордон Рамзі, Джордж Майкл, Девід Теннант, Джонатан Росс | Клайв Овен, Гордон Рамзі, Джордж Майкл, Девід Теннант, Джонатан Росс |

## Сюжет
Енді Мілман (Рікі Джервейс) є амбітним актором, що здатний знайти роботу лише у масовці, в якій він називає себе «актором фону», аби надати їй більш гідного звучання перед іншими, аніж він сам про неї гадає. На багатьох проєктах Енді працює зі своєю найкращою подругою Меґґі Джейкобз (Ешлі Дженсен). Меґґі — доброзичлива, хоч і неуважна, часто не помічає очевидних соціальних натяків та поводиться нетактовно у спілкуванні. На відміну від Енді, Меґґі не має амбіцій щодо досягнення чогось більше, ніж рівень масовки. Агент Енді, Дарен Лем (Стівен Мерчант) є частково зайнятим працівником мережі роздрібної торгівлі, не має жодного досвіду у сфері розваг. Він некомпетентний, часто взагалі не докладає зусиль, аби знайти роботу для Енді, та навіть відмовляє потенційних працедавців від наймання свого клієнта через його неспортивний вигляд, вік та брак акторського досвіду. Дарену допомагає колишня зірка мильної опери Шон Вільямсон, який грає самого себе. Лем часто намагається перешкодити Енді, пропонуючи Вільямсона (до якого Лем звертається на ім'я його персонажа, Беррі) як актора, що більше пасує на ролі, пропоновані Енді.
Неспроможний більше терпіти життя актора масовки, якого постійно вирізують зі сцени щойно йому вдасться потрапити до кадру, Енді безсоромно стелиться перед зірками та продюсерами у спробі таки отримати роль у якійсь сцені, хоча б рядок діалогу. Хоча йому часто вдається провернути таку витівку, нові й нові обставини стають на заваді подальшому просуванню в його кар'єрі. З-поміж інших причин є зізнання зірок в тому, що вони не мають повноважень, щоб допомогти йому, або (частіше) Енді ненароком ображає зірку, через що його негайно усувають зі сцени.
У підсумку першого сезону Енді успішно подає сценарій власного ситкому Патрику Стюарту, який, своєю чергою, передає його через свою фірму у BBC. Зацікавлені сценарієм комедійні продюсери каналу домовляються з Енді про зустріч, де домовляються, що Енді буде грати головну роль у шоу.
Другий сезон здебільшого передає хроніки розчарування Енді своїм ситкомом Коли сюрчить свисток, який був значно відредагований продюсерами BBC, що перетворило його на низькопробну комедію на основі різноманітних крилатих висловів, образливих стереотипів та придуркуватих костюмів. Хоч ситком є комерційно успішним, сягаючи 6 мільйонів переглядів щотижня, його та Енді нещадно критикують телекритики. Час від часу Енді видається нагода розширити свій репертуар, яку він успішно проґавить через небажання прислухатись до чужих вказівок, або просто образивши більшу від себе зірку.
У 90-хвилинному фіналі серіалу завдяки своєму ситкому Енді стає успішним та впізнаваним, проте його незадоволення якістю шоу та стагнацією власної кар'єри невпинно зростає. Він вирішує звільнити свого агента Дарена та стати клієнтом більшої та професійнішої фірми, що, на його думку, посприяє його кар'єрному росту. Після закінчення зйомок різдвяного випуску Коли сюрчить свисток Енді оголошує живій аудиторії, що він негайно покидає серіал. Його кар'єра повністю занепадає і він змушений погоджуватись на ролі у різноманітних довготривалих британських телесеріалах на кшталт Доктор Хто та Готель Вавилон. З часом його агент припиняє відповідати на його дзвінки, стосунки з Меґґі псуються через часте ігнорування з боку Енді, і що коли їм таки вдається провести час разом, він постійно скаржиться на відсутність робочих пропозицій, на які він вважає, що заслуговує.
Коли він раптово з'являється на ланчі свого агента у претензійному ресторані, йому чітко кажуть, що він ніколи не здійснить своєї мрії одночасно досягнути визнання, престижу, багатств та поваги. Розбитий, Енді неохоче погоджується знизити свої очікування, аби залишитись помірно відомим та успішним, та бере участь і реаліті-шоу Celebrity Big Brother (Зірковий Великий брат). Під час перебування у приміщенні шоу Енді відкрито роздумує над ціною слави та потроху розчаровується в культурі поклоніння зіркам, яке проявило себе крізь західне суспільство.
Кульмінацією його зневіри стає емоційний зрив під час розмови з іншими співмешканцями. Він повертається до камери, щоб, крізь сльози, перепросити Меґґі — яка дивиться трансляцію вдома — за нехтування нею та не прислухання до її поради бути вдячним за все, чого він зміг досягнути. Він добровільно йде з будинку, завершивши свою участь у шоу. Зворушені несподіваним виливом почуттів журналісти з нетерпінням очікують на появу Енді на пресконференції. Його агент повертається та каже йому, що його емоційний вибрик миттєво підвищив статус Енді, і що багато першокласних зірок вимагають зустрічі з ним. Поки його агент готується представити Енді юрбі журналістів, Енді тишком-нишком вислизає через задні двері студії до Меґґі, яка чекає його в авто. Вони від'їжджають разом з Енді, який, виглядає, відвернувся від шоубізнесу та прийняв життя в анонімності.

## Музика
Музичний твір у титрах має назву «Tea for the Tillerman», написав та виконав його Кет Стівенс. Це є титульним треком його альбому Tea for the Tillerman. У четвертій серії другого сезону використано кавер-версію пісні у виконанні Кріса Мартіна з Coldplay.
Піснею з різдвяного випуску, що підкреслювала депресію Меґґі у її скрутні часи, коли вона покинула акторство, була пісня Кейт Буш «This Woman's Work». Коли Енді покидає Меґґі саму в ресторані, грає пісня The Smiths «Please, Please, Please, Let Me Get What I Want».

## Запрошені зірки, відмови та заміна
У першому сезоні шоу з'явились: Кейт Вінслет, Бен Стиллер, Рос Кемп, Вінні Джонс, Лес Денніс, Семюел Л. Джексон, Патрик Стюарт[джерело?].
Початково в одній із серій мав з'явитись Джуд Лоу, про що Джервейс домовився з ним за лаштунками Пізнього шоу з Девідом Леттерманом, але згодом той мусив відмовитись через зйомки іншої кінострічки. Внаслідок цього Джервейсу та Мерчанту довелось пометушитись, щоб останньої миті знайти акторові заміну. У результаті, вони зупинились на Леонардо Ді Капріо і почали спроби вийти з ним на зв'язок[джерело?]. До бонусів DVD з першим сезоном увійшла замальовка «У пошуках Лео», куди потрапили відеоматеріали (відзняті здебільшого Мерчантом) про відчайдушні, проте в підсумку невдалі спроби Джервейса вийти на зв'язок з представниками ДіКапріо. Врешті-решт, у фіналі 1 сезону Лоу замінили Патриком Стюартом, хоча плакат з фільмом Джуда Лоу, Алфі (або Чого хочуть чоловіки), з'явився наприкінці у кадрі. Серед інших акторів, що, зі слів Джервейса, попри власні обіцянки так і не з'явились у серіалі, були: Мадонна, Бред Пітт та Том Круз. Кіс Гарріс відмовився від ролі, яку зрештою отримав Кіт Чегвін, після прочитання сценарію, прокоментувавши виданню The Independent «Цей твір не є кмітливим, там сама гидота.»

## Нагороди ти номінації
| Нагорода                                         | Категорія |
| ------------------------------------------------ | --- |
| Золота Троянда                                   | - Найкращий ситком (2006) - Найкраща акторка ситкому — Ешлі Дженсен (2006)                                                                                           |
| Золотий глобус                                   | - Найкращий телесеріал — Мюзикл або Комедія (2008) |
| Прайм-тайм Премія «Еммі»                         | - Прайм-тайм нагорода Еммі за Видатного головного актора у комедійному серіалі — Рікі Джервейс (2007)                                                                |
| Британська академія телебачення та кіномистецтва | - Найкраще комедійне виконання — Рікі Джервейс (2007) |
| Британська комедійна премія                      | - Найкраща телекомедійна акторка — Ешлі Дженсен (2005) - Найкращий телекомедійний новачок — Ешлі Дженсен (2005) - Найкращий комедійний актор — Стівен Мерчант (2006) |
| BANFF Світова Телевізійна Нагорода               | - Найкраща комедійна акторка — Ешлі Дженсен (2006) |